# 프로피온산
프로피온산(영어: propionic acid)은 화학식이 CH3CH2CO2H인 천연 카복실산이다. "프로피온산"이라는 용어는 "첫 번째"를 의미하는 그리스어 "protos"와 "지방"을 의미하는 그리스어 "pion"으로부터 유래하였다. 프로판산(영어: propanoic acid)이라고도 한다. 프로피온산은 약간 체취와 비슷한 냄새 및 자극적이고 불쾌한 냄새가 나는 액체이다. 음이온인 CH3CH2CO2− 뿐만 아니라 프로피온산의 염 및 에스터는 프로피온산염(영어: propionate) 또는 프로판산염(영어: propanoate)으로 알려져 있다.

## 같이 보기
- 폼산
- 아세트산